# Pyrolaceae
Pyrolaceae is een botanische naam, voor een familie van tweezaadlobbige planten. Een familie onder deze naam werd vrij algemeen erkend door systemen voor plantentaxonomie, maar niet meer door het APG-systeem (1998) en het APG II-systeem (2003): deze voegen de betreffende planten in bij de vergrote heidefamilie (Ericaceae).
Het betreft een kleine familie van kruidachtige planten, op het Noordelijk Halfrond. Tot en met de 22e druk van de Heukels werd dit de Wintergroenfamilie genoemd. In de 22e druk hoorden deze in Nederland voorkomende soorten tot deze familie:
- Eenbloemig wintergroen (Moneses uniflora)
- Eenzijdig wintergroen (Orthilia secunda)
- Klein wintergroen (Pyrola minor)
- Rond wintergroen (Pyrola rotundifolia)

In het Cronquist-systeem (1981) is de plaatsing in de orde Ericales.